# Burton United FC
Burton United Football Club var en engelsk fotbollsklubb från Burton upon Trent, Staffordshire. Klubben bildades 1901 genom att Burton Swifts FC och Burton Wanderers FC gick ihop och bildade klubben. Burton United spelade sina hemmamatcher på Peel Croft. Klubben spelade i the Football League mellan 1901 och 1907. Burton United upplöstes 1910.